# إسرائيل أكوبكوتشان
إسرائيل أكوبكوتشان (مواليد 21 أكتوبر 1960) هو ملاكم من الاتحاد السوفيتي، مثّل بلاده في الألعاب الأولمبية الصيفية 1980.

## روابط خارجية
إسرائيل أكوبكوتشان على موقع أوليمبيديا (الإنجليزية)